# Oleksandrivka, Dnipro
Oleksandrivka (în ucraineană Олександрівка, în germană Billersfeld) este localitatea de reședință a comunei Oleksandrivka din raionul Dnipro, regiunea Dnipropetrovsk, Ucraina. Satul a fost locuit de germanii pontici.  

## Demografie
Componența lingvistică a localității Oleksandrivka
     Ucraineană (69,27%)
     Rusă (30,08%)
     Alte limbi (0,65%)
Conform recensământului din 2001, majoritatea populației localității Oleksandrivka era vorbitoare de ucraineană (69,27%), existând în minoritate și vorbitori de rusă (30,08%).